# Веллінгтон (Канзас)
Веллінгтон (англ. Wellington) — місто (англ. city) в США, в окрузі Самнер штату Канзас. Населення — 7715 осіб (2020).

## Географія
Веллінгтон розташований за координатами 37°16′58″ пн. ш. 97°23′24″ зх. д. / 37.28278° пн. ш. 97.39000° зх. д. (37.282849, -97.389896).  За даними Бюро перепису населення США в 2010 році місто мало площу 21,23 км², з яких 19,72 км² — суходіл та 1,51 км² — водойми.

## Демографія
Згідно з переписом 2010 року, у місті мешкали 8172 особи в 3246 домогосподарствах у складі 2105 родин. Густота населення становила 385 осіб/км².  Було 3736 помешкань (176/км²).
Расовий склад населення:
| - 91,0 % — білих - 1,7 % — чорних або афроамериканців - 1,5 % — корінних американців - 0,3 % — азіатів - 2,0 % — осіб інших рас |

До двох чи більше рас належало 3,5 %. Частка іспаномовних становила 8,3 % від усіх жителів.
За віковим діапазоном населення розподілялося таким чином: 27,2 % — особи молодші 18 років, 56,7 % — особи у віці 18—64 років, 16,1 % — особи у віці 65 років та старші. Медіана віку мешканця становила 37,7 року. На 100 осіб жіночої статі у місті припадало 94,8 чоловіків;  на 100 жінок у віці від 18 років та старших — 93,7 чоловіків також старших 18 років.
Середній дохід на одне домашнє господарство  становив 55 719 доларів США (медіана — 43 369), а середній дохід на одну сім'ю — 71 029 доларів (медіана — 67 676). Медіана доходів становила 44 570 доларів для чоловіків та 31 358 доларів для жінок. За межею бідності перебувало 14,3 % осіб, у тому числі 19,4 % дітей у віці до 18 років та 7,6 % осіб у віці 65 років та старших.
Цивільне працевлаштоване населення становило 3642 особи. Основні галузі зайнятості: освіта, охорона здоров'я та соціальна допомога — 23,9 %, виробництво — 18,5 %, мистецтво, розваги та відпочинок — 12,4 %, роздрібна торгівля — 7,5 %.